# Juantxu Rodríguez
Juan Antonio Rodríguez Moreno, conocido como Juantxu Rodríguez (Casillas de Coria, 1957-Ciudad de Panamá, 21 de diciembre de 1989), fue un fotógrafo español que murió asesinado por los disparos de un soldado estadounidense durante la invasión estadounidense de Panamá de 1989.

## Trayectoria
Nacido en la localidad cacereña de Casillas de Coria en 1957, comenzó su carrera profesional como fotoperiodista en el diario Hierro de Bilbao. Más tarde trabajó para otros medios tanto españoles —Deia, El País, La Vanguardia y Tribuna Vasca— como internacionales como —Libération, Newsweek y The New York Times—. 
También trabajó para el gabinete de prensa de la Universidad Internacional Menéndez Pelayo, donde retrató a personalidades como  Miquel Barceló, Jorge Luis Borges, Eduardo Chillida, Octavio Paz, Antonio Saura y Gonzalo Torrente Ballester, principalmente en sus cursos de verano. A partir de 1982 colaboró con la Agencia Cover.
Murió el 21 de diciembre de 1989 por disparos de las tropas estadounidenses mientras cubría la información de la invasión estadounidense de Panamá para el diario El País junto a la periodista Maruja Torres.
En 2019 la Comisión Interamericana de Derechos Humanos (CIDH) dictó que Estados Unidos debía indemnizar a su familia por la muerte del reportero. Ese mismo año Reporteros sin Fronteras realizó un homenaje a su figura en la Asociación de la Prensa de Madrid.
Su archivo fue donado, por expreso deseo de su familia, y repartido entre el Archivo Histórico de Euskadi en Bilbao y la Universidad Menéndez Pelayo de Santander.

## Homenajes
Obtuvo reconocimientos póstumos como el Premio Ortega y Gasset (1989) y la Medalla al Mérito en el Trabajo (2004).

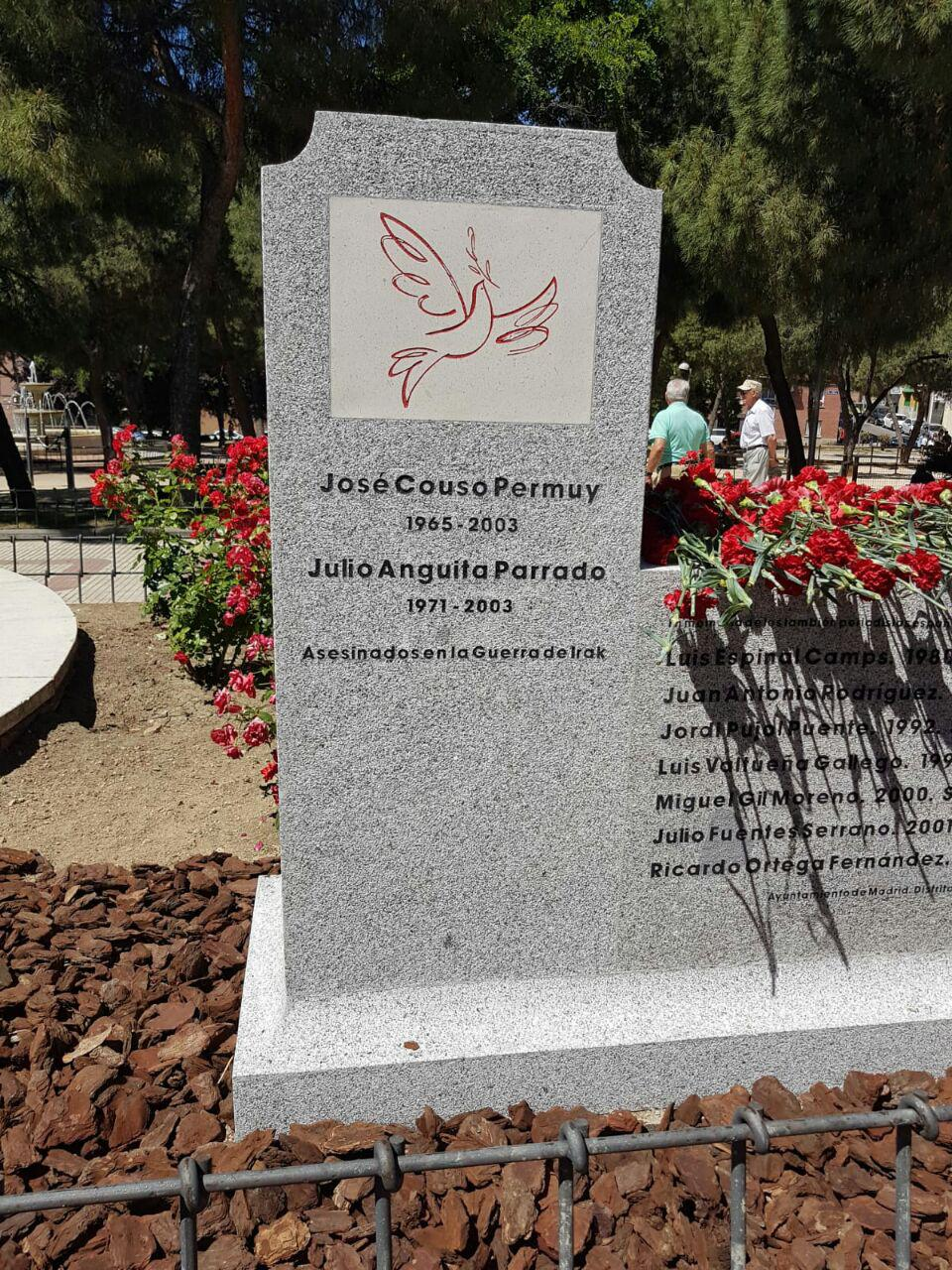
Monolito en homenaje a varios corresponsales muertos en guerras

Juantxu tiene un monumento en el parque del Retiro de Madrid instalado por iniciativa de la Asociación Nacional de Informadores Gráficos de Prensa y Televisión (ANIGP-TV).
En un parque del distrito de Ciudad Lineal en Madrid  se ha instalado un monolito que recuerda  a Juantxu Rodríguez, a José Couso, a Julio Anguita Parrado y otros.

## Publicaciones
- Rodríguez,Juantxu. JUANTXU RODRÍGUEZ. La Fábrica Editorial. ISBN 9788496466708